# مسجد لاز

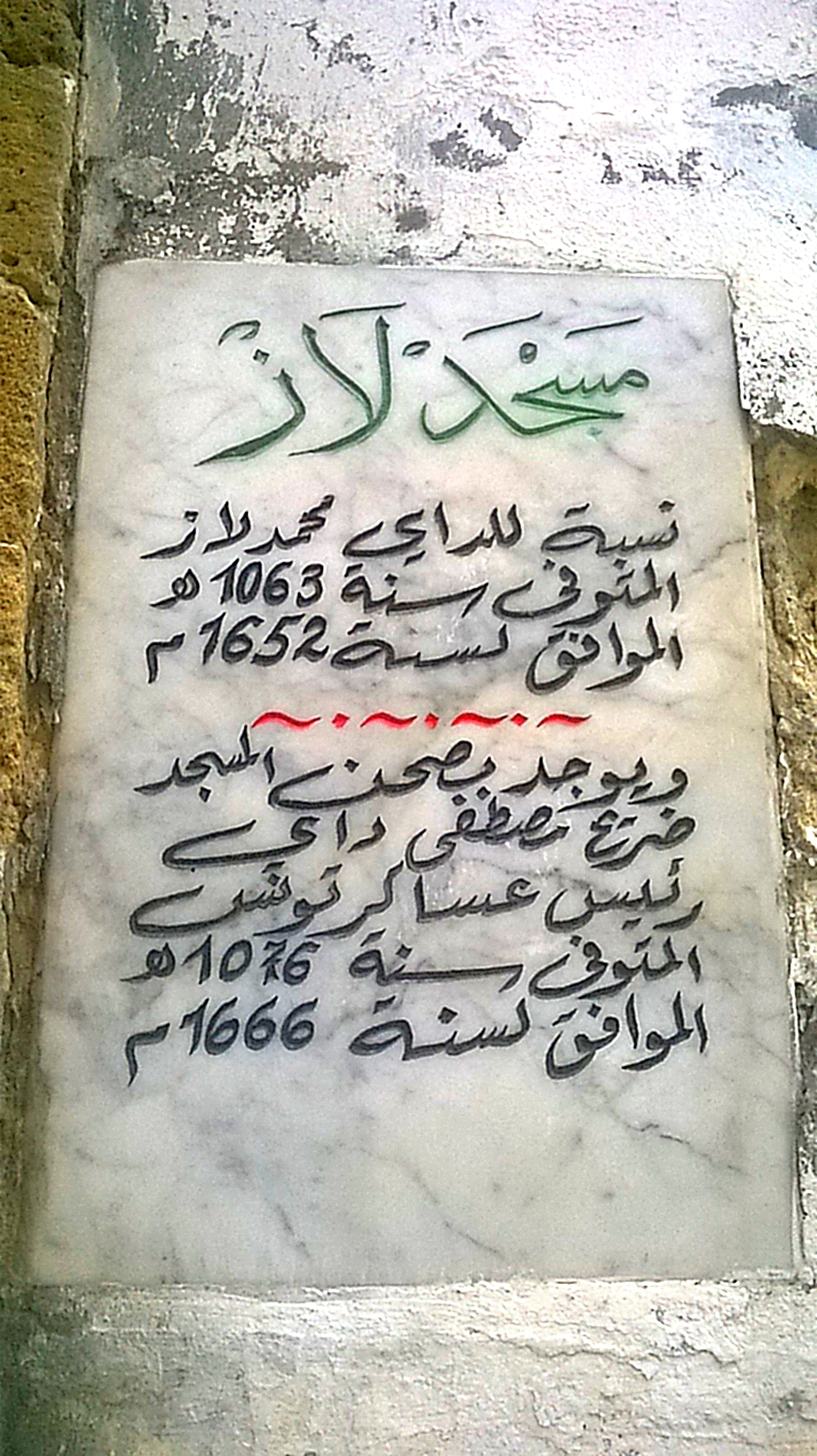
لوحة تذكارية خارج المسجد.

مسجد لاز هو مسجد تونسي يقع غرب مدينة تونس العتيقة في تونس العاصمة.

## الموقع
يقع المسجد في نهج دار الجلد.

## التسمية
ينسب المسجد لالحاج محمد لاز داي، وهو إنكشاري أصيل لازستان.

## الوصف
يوجد بصحن المسجد ضريح داي تونس الحاج مصطفى لاز داي ورئيس عساكر تونس كما هو مكتوب على اللوحة التذكارية خارج المسجد.

## مقالات ذات صلة
- مساجد مدينة تونس